# Пейдж, Бетти

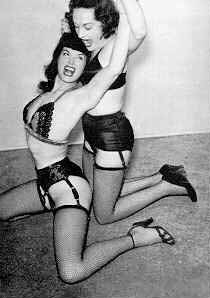
Бетти Пейдж дерётся с неизвестной соперницей. Фото — Клау, Ирвинг, 1950-е годы.

Бетти Пейдж (англ. Bettie Page; 22 апреля 1923 — 11 декабря 2008) — американская фотомодель, снимавшаяся в 1950—1957 годах в таких стилях, как эротика, фетиш и pin-up. Во второй половине 1950-х поднялась в США до уровня секс-символа и, как считается, стала предтечей сексуальной революции 1960-х.

## Биография
Бетти Мэй Пейдж родилась в городе Нашвилл, штат Теннесси, 22 апреля 1923 года, и была вторым ребёнком в семье. Родители развелись, когда ей было 10 лет. С ранних лет Бетти пришлось заботиться о своих сестрах. Год они вынуждены были прожить в детском доме, пока мать, Эдна Пиртл, зарабатывала деньги для содержания семьи.
Успешная ученица в школе и колледже, Пейдж собиралась выбрать профессию учительницы. Однако уже осенью 1940 года она начала заниматься в школе актёрского мастерства, мечтая стать актрисой. В 1943 году был зарегистрирован брак Пейдж с её сокурсником Билли Ниллом. Вскоре после очень скромной церемонии бракосочетания Билли был призван в армию для участия во Второй мировой войне. В 1947 году брак был расторгнут.
После развода Пейдж переехала в Нью-Йорк и попыталась стать актрисой. В это же время она зарабатывала деньги на жизнь, работая секретаршей. В 1950 году произошла случайная встреча Бетти с Джерри Тиббсом — полицейским и фотографом-любителем. Он помог ей создать первое портфолио в стиле pin-up.
Очень быстро Пейдж приобрела популярность в жанре эротической фотографии, в том числе позируя обнаженной. Её снимки публиковали известнейшие журналы того времени. В 1952—1957 годах Бетти работала в качестве модели в Нью-Йорке, сотрудничая с разными фотографами. В 1955 году появились её первые знаменитые фотографии в Плейбой (Playboy). В этом же году она выиграла титул «Мисс Pin-up».
В 1958 году Пейдж заинтересовалась религией и в следующем году стала христианкой. В дальнейшем она активно работала в христианских организациях. 
В 1958 году был заключён её второй брак, который распался в 1963 году. 
В 1960 году Бетти окончательно вернулась в Нашвилл. Там был заключен кратковременный брак с первым супругом, Билли Ниллом. 
В 1967 году новым мужем Бетти стал Гарри Лир, однако и этот союз распался в 1972 году.
В 1979 году у Бетти случился нервный срыв. Ей был поставлен диагноз параноидная шизофрения, после чего она провела 20 месяцев в психиатрической лечебнице штата. В дальнейшем она находилась под наблюдением и окончательно была выписана из клиники в 1992 году.
За свою карьеру Бетти снялась в нескольких фильмах. Ей приписывали эротическую связь с Мэрилин Монро. Многие считали её одной из основательниц движения сексуальной революции, охватившей Америку в начале 1960-х годов. 
6 декабря 2008 года Бетти Пейдж была госпитализирована с сердечным приступом в клинику Лос-Анджелеса, где вскоре впала в кому. Аппарат искусственного жизнеобеспечения по решению родственников был отключен 11 декабря 2008 года.

## Память
О её жизни написано несколько биографических книг, а также снято два фильма — «Бетти Пейдж: Тёмный ангел» (2004) и «Непристойная Бетти Пейдж» (2005).
В 2005 году компанией Cult Epics был выпущен фильм «Бетти Пейдж. Королева пин-апа» (Bettie Page. Pin Up Queen), посвященный лучшему видео с Бетти Пейдж. В него вошли фрагменты картин «Striporama» (1953), «Varietease» (1954), «Teaserama» (1955), а также записи из личных архивов «королевы пинапа».

### на английском языке
- Foster, Richard (2005). The Real Bettie Page: The Truth About the Queen of the Pinups. Citadel, 240 pages, ill. ISBN 978-0-8065-2075-9
- Gabor, Mark (1987). Pin Up: A Modest History. Random House Value Publishing, 270 pages, ill. ISBN 978-0-5171-4435-0
- Martignette, Charles (2014). Pin-Ups. Taschen, 192 pages, ill. ISBN 978-1-4351-5700-2